# موعظة

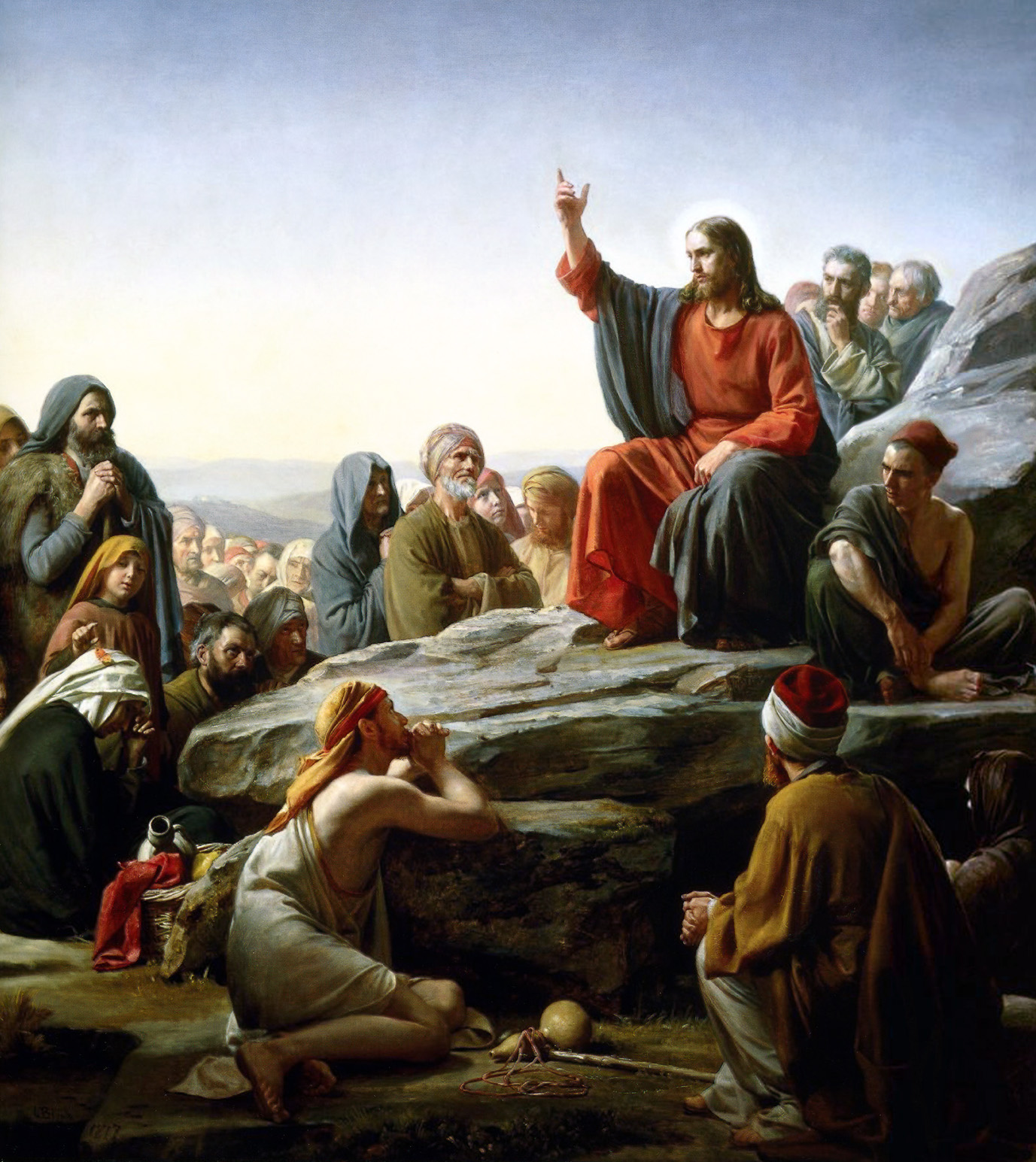
لوحة "الموعظة على الجبل" بريشة كارل بلوخ - القرن التاسع عشر.

الموعظة هي خطاب ديني أو خطبة يلقيها واعظ، عادة ما يكون أحد رجال الدين أو الفقهاء أو أهل العلم. تتناول الخطب موضوعًا كتابيًا أو لاهوتيًا أو أخلاقيًا، وعادةً ما تشرح نوع المعتقد أو القانون أو السلوك في السياقات الماضية والحاضرة. غالبًا ما تشتمل عناصر الخطبة على الشرح والوعظ والتطبيق العملي. ويسمى فعل إلقاء الخطبة الوعظ. في الاستخدام العلماني، قد تشير كلمة خطبة، في كثير من الأحيان باستخفاف إلى محاضرة عن الأخلاق.
في الممارسة المسيحية، عادةً ما يتم إلقاء الخطبة على الجماعة في مكان العبادة، وهو إما من هيكل معماري مرتفع، يُعرف باسم المنبر أو من خلف المنصة. مصطلح "خطبة" مشتق من اللغة الإنجليزية الوسطى، والتي تعود إلى الفرنسية القديمة وتنبع في النهاية من الكلمة اللاتينية "sermō"، والتي تعني "الخطاب".
يحتوي الكتاب المقدس المسيحي على العديد من الخطب التي يفسرها البعض على أنها مواعظ، على الرغم من افتقارها إلى الحوار المباشر: تشمل الأمثلة البارزة موعظة يسوع على الجبل في متى 5-7 (على الرغم من أن كتبة الأناجيل أنفسهم لم يصنفوها صراحةً على أنها عظة؛ لكن المصطلح أصبح شائعًا في وقت لاحق)؛ وبالمثل، فإن خطاب بطرس بعد عيد العنصرة في أعمال الرسل 2: 14-40، رغم أنه موجه إلى غير المسيحيين، ولا يتوافق بدقة مع التعريف التقليدي للخطبة.

## عظات مشهورة
- خطبة الوداع لمحمد بن عبد الله هي أشهر عظات الإسلام.
- عظة الجبل ليسوع هي أشهر عظات المسيحية.

## الموعظة في القرآن
الموعظة الحسنة تجمع التصديق بالخبر والطاعة للأمر؛ ولهذا يجيء الوعظ في القرآن مراداً به الأمر والنهي بترغيب وترهيب، كقوله: ﴿وَلَوْ أَنَّا كَتَبْنَا عَلَيْهِمْ أَنِ اقْتُلُوا أَنْفُسَكُمْ أَوِ اخْرُجُوا مِنْ دِيَارِكُمْ مَا فَعَلُوهُ إِلَّا قَلِيلٌ مِنْهُمْ وَلَوْ أَنَّهُمْ فَعَلُوا مَا يُوعَظُونَ بِهِ لَكَانَ خَيْرًا لَهُمْ وَأَشَدَّ تَثْبِيتًا ۝٦٦﴾ [النساء:66]، وقوله: ﴿يَعِظُكُمُ اللَّهُ أَنْ تَعُودُوا لِمِثْلِهِ أَبَدًا إِنْ كُنْتُمْ مُؤْمِنِينَ ۝١٧﴾ [النور:17]، وقوله: ﴿فَجَعَلْنَاهَا نَكَالًا لِمَا بَيْنَ يَدَيْهَا وَمَا خَلْفَهَا وَمَوْعِظَةً لِلْمُتَّقِينَ ۝٦٦﴾ [البقرة:66]، أي: يتعظون بها فينتبهون، وينزجرون.